# Such Friends Are Dangerous
Such Friends Are Dangerous – drugi i ostatni album studyjny indierockowej grupy Excuse 17, wydany w kwietniu 1995 przez wytwórnię Kill Rock Stars.

## Lista utworów
1. "5 Acres" - 2:02
2. "Forever Fired" - 3:14
3. "Watchmaker" - 3:08
4. "I'd Rather Eat Glass" - 2:56
5. "Decatur H S" - 2:19
6. "This Is Not Your Wedding Song" - 4:27
7. "The Drop Dead Look" - 1:47
8. "Designated Shotgun" - 2:27
9. "Getoff" - 2:33
10. "Nervousness Never Fades" - 2:26
11. "Special Guest, Me" - 2:10
12. "Framed" - 2:14
13. "She Wants 3-D" - 2:28

## Wykonawcy
- Carrie Brownstein - gitara, śpiew
- Becca Albee - gitara basowa, śpiew
- Curtis Phillips - perkusja